# انتخابات سنای چک (۲۰۱۶)

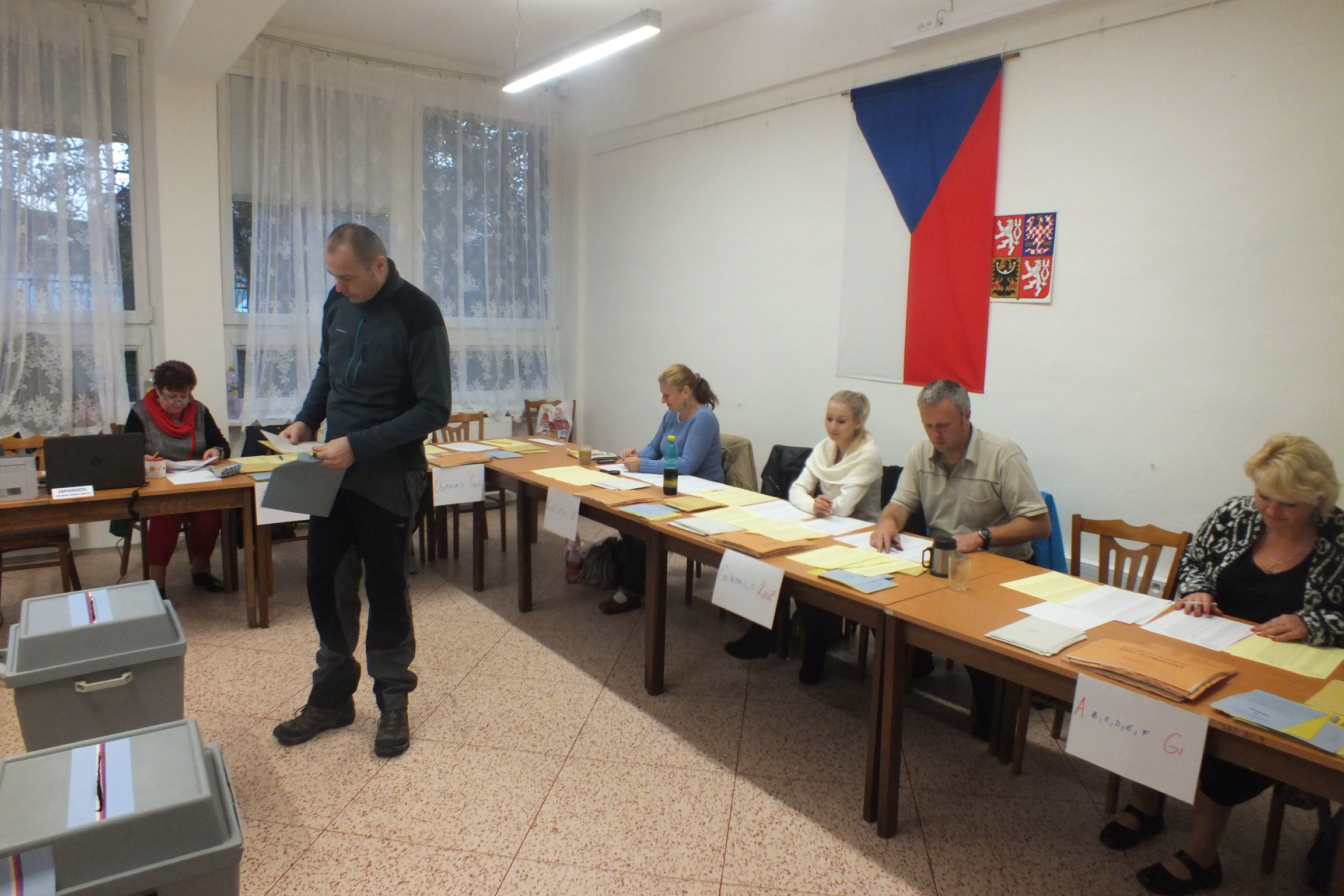
حوزه رأی‌گیری در منطقه شماره ۷۰ در اولوموتس هنگام برگزاری انتخابات سنا و انتخابات منطقه‌ای که در ۷ اکتبر برگزار شد.

دور نخستِ انتخابات سنای جمهوری چک در روزهای ۷ و ۸ اکتبر ۲۰۱۶ برگزار شد. دور دوم نیز در ۱۴ و ۱۵ اکتبر برگزار شد. دور نخست به همراه یک انتخابات منطقه‌ای و یک همه‌پرسی در برنو برگزار شد.
ائتلاف حاکم حزب سوسیال دموکرات چک (ČSSD)، آنو ۲۰۱۱ و اتحادیه مسیحی و دموکراتیک (KDU-ČSL) اکثریت سنا را در دست خود حفظ کردند. حزب اخیر توانست بیشترین پیشرفت را داشته باشد در حالی که سوسیال دموکرات‌ها بیشترین کرسی‌ها را از دست دادند و تنها دو کرسی از دوازده کرسی آن‌ها برای دور دوم رفت. آنو ۲۰۱۱ دور نخست را با چهارده نامزد اضافه برنده شد اما تنها سه تن از آنها انتخاب شدند که ناامیدی بزرگی برای این حزب به شمار می‌رفت.

## روش
یک سوم از همهٔ ۸۱ کرسی سنای جمهوری چک هر دو سال یک بار به انتخابات گذاشته می‌شود. لذا سناتورها شاهد دوره‌های شش ساله هستند. انتخابات سنا در حوزه‌های انتخابیه تک‌نماینده با روش دومرحله‌ای انجام می‌شود.

## نتایج
| احزاب                                        | دور نخست  | دور نخست | دور دوم   | دور دوم | کرسی‌ها |
| احزاب                                        | آرا       | ٪        | آرا       | ٪       | کرسی‌ها |
| -------------------------------------------- | --------- | -------- | --------- | ------- | ------ |
| آنو ۲۰۱۱                                     | ۱۵۱٬۳۸۸   | ۱۷٫۱۸    | ۹۲٬۰۵۱    | ۲۱٫۷۱   | ۳      |
| حزب سوسیال دموکراتیک چک                      | ۱۲۸٬۸۳۰   | ۱۴٫۶۲    | ۵۵٬۶۲۲    | ۱۳٫۱۲   | ۲      |
| حزب مدنی دموکراتیک چک                        | ۱۰۳٬۲۱۶   | ۱۱٫۷۱    | ۴۲٬۵۵۱    | ۱۰٫۰۳   | ۳      |
| حزب کمونیست بوهمیا و موراویا                 | ۸۳٬۷۴۱    | ۹٫۵۰     | ۵٬۷۳۷     | ۱٫۳۵    | ۰      |
| اتحاد مسیحی و دموکراتیک - حزب مردمان چکسلواک | ۷۴٬۷۰۹    | ۸٫۴۸     | ۷۸٬۴۴۸    | ۱۸٫۵۰   | ۶      |
| تاپ ۰۹                                       | ۷۰٬۶۵۳    | ۸٫۰۲     | ۳۰٬۸۲۰    | ۷٫۲۷    | ۲      |
| شهرداران و مستقل‌ها                           | ۴۳٬۲۳۴    | ۴٫۹۱     | ۲۵٬۳۸۹    | ۵٫۹۹    | ۲      |
| حزب سبز چک                                   | ۱۸٬۷۹۸    | ۲٫۱۳     | ۱۲٬۵۶۵    | ۲٫۹۶    | ۱      |
| شهرداران منطقه لیبرک                         | ۱۸٬۶۹۸    | ۲٫۱۲     | ۱۶٬۵۷۹    | ۳٫۹۱    | ۱      |
| Nestraníci                                   | ۱۶٬۱۷۲    | ۱٫۸۴     | ۹٬۸۴۹     | ۲٫۳۰    | ۱      |
| ائتلاف ملی سپیده‌دم                           | ۱۶٬۰۷۸    | ۱٫۸۲     | –         | –       | ۰      |
| Severočeši.cz                                | ۱۴٬۹۰۱    | ۱٫۶۹     | ۱۳٬۳۷۷    | ۳٫۱۵    | ۲      |
| شهروندان با هم - مستقل                       | ۱۲٬۸۹۲    | ۱٫۴۶     | ۱۰٬۸۰۴    | ۲٫۵۵    | ۱      |
| حزب مالک مطلق جمهوری چک                      | ۱۱٬۰۹۳    | ۱٫۲۶     | –         | –       | ۰      |
| NEZÁVISLÍ                                    | ۹٬۴۹۲     | ۱٫۰۸     | ۵٬۶۳۴     | ۱٫۳۳    | ۰      |
| APAČI 2017                                   | ۸٬۷۱۴     | ۰٫۹۹     | –         | –       | ۰      |
| حزب دزدان دریایی چک                          | ۷٬۳۵۲     | ۰٫۸۳     | –         | –       | ۰      |
| شهروندان وطن‌پرست                             | ۶٬۴۲۴     | ۰٫۷۳     | ۸٬۹۶۶     | ۲٫۱۱    | ۱      |
| Tábor 2020                                   | ۶٬۳۵۸     | ۰٫۷۲     | –         | –       | ۰      |
| آزادی و دموکراسی مستقیم                      | ۵٬۹۸۸     | ۰٫۶۸     | –         | –       | ۰      |
| Moravané                                     | ۵٬۳۹۴     | ۰٫۶۱     | –         | –       | ۰      |
| جنبش پراگ ۱۱                                 | ۴٬۷۰۲     | ۰٫۵۳     | ۹٬۶۳۹     | ۲٫۲۷    | ۱      |
| حزب آزادی‌های مدنی                            | ۴٬۶۱۸     | ۰٫۵۲     | –         | –       | ۰      |
| حزب شهروندان آزاد                            | ۴٬۵۶۸     | ۰٫۵۲     | –         | –       | ۰      |
| Změna                                        | ۴٬۵۱۵     | ۰٫۵۱     | –         | –       | ۰      |
| JsmePRO!                                     | ۳٬۴۳۲     | ۰٫۳۹     | –         | –       | ۰      |
| Rozumní                                      | ۳٬۳۲۵     | ۰٫۳۸     | –         | –       | ۰      |
| Koruna Česká                                 | ۳٬۳۰۵     | ۰٫۳۸     | –         | –       | ۰      |
| Koalice                                      | ۳٬۳۰۳     | ۰٫۳۷     | –         | –       | ۰      |
| برای پراگ                                    | ۳٬۰۳۳     | ۰٫۳۴     | –         | –       | ۰      |
| ALTERNATIVA                                  | ۲٬۷۰۹     | ۰٫۳۱     | –         | –       | ۰      |
| Ostravak                                     | ۲٬۱۴۷     | ۰٫۲۴     | –         | –       | ۰      |
| آیندهٔ نو برای منطقه لیبرک                    | ۲٬۰۰۳     | ۰٫۲۳     | –         | –       | ۰      |
| نامزدهای مستقل برای سنا                      | ۱٬۹۶۲     | ۰٫۲۲     | –         | –       | ۰      |
| اجتماع شهروندان اوستکا                       | ۱٬۹۶۱     | ۰٫۲۲     | –         | –       | ۰      |
| دموکرات‌های اروپایی SNK                       | ۱٬۸۸۲     | ۰٫۲۱     | –         | –       | ۰      |
| ائتلاف برای جمهوری                           | ۱٬۸۱۲     | ۰٫۲۱     | –         | –       | ۰      |
| فرمان ملت                                    | ۱٬۷۲۳     | ۰٫۲۰     | –         | –       | ۰      |
| انجمن نامزدهای مستقل ۱                       | ۱٬۶۸۵     | ۰٫۱۹     | –         | –       | ۰      |
| شهر جنوب - خانه ما                           | ۱٬۵۶۰     | ۰٫۱۸     | –         | –       | ۰      |
| SaS                                          | ۱٬۲۹۶     | ۰٫۱۵     | –         | –       | ۰      |
| حزب کارگران چک                               | ۱٬۱۲۷     | ۰٫۱۳     | –         | –       | ۰      |
| HOZK                                         | ۹۳۸       | ۰٫۱۱     | –         | –       | ۰      |
| حزب دموکراسی ملی چک                          | ۸۳۰       | ۰٫۰۹     | –         | –       | ۰      |
| وطن‌پرستان جمهوری چک                          | ۶۳۲       | ۰٫۰۷     | –         | –       | ۰      |
| حزب جامعه چکسلواک                            | ۵۵۴       | ۰٫۰۶     | –         | –       | ۰      |
| سمت نو                                       | ۵۵۱       | ۰٫۰۶     | –         | –       | ۰      |
| NáS                                          | 380       | ۰٫۰۴     | –         | –       | ۰      |
| SSPD-SP                                      | ۲۶۶       | ۰٫۰۳     | –         | –       | ۰      |
| حزب سوسیالیست ملی چک                         | ۱۳۳       | ۰٫۰۲     | –         | –       | ۰      |
| مستقل‌ها                                      | ۶٬۰۹۳     | ۰٫۶۹     | ۶٬۰۵۸     | ۱٫۴۳    | ۱      |
| آرای سفید/باطله                              | ۴۱٬۳۲۳    | –        | ۳٬۴۳۴     | –       | –      |
| مجموع                                        | ۹۲۲٬۴۹۳   | ۱۰۰      | ۴۲۷٬۵۲۳   | ۱۰۰     | ۲۷     |
| رأی‌دهندگان نام‌نوشته/مشارکت                   | ۲٬۷۸۰٬۷۰۶ | ۳۳٫۱۷    | ۲٬۷۸۰٬۵۹۷ | ۱۵٫۳۸   | –      |
| منبع: Volby.cz (results), Volby.cz (turnout) |           |          |           |         |        |